# Municipio de Mountain (condado de Logan)
El municipio de Mountain (en inglés: Mountain Township) es un municipio ubicado en el condado de Logan en el estado estadounidense de Arkansas. En el año 2010 tenía una población de 131 habitantes y una densidad poblacional de 0,57 personas por km².

## Geografía
El municipio de Mountain se encuentra ubicado en las coordenadas 35°12′10″N 93°34′33″O / 35.20278, -93.57583. Según la Oficina del Censo de los Estados Unidos, el municipio tiene una superficie total de 230.07 km², de la cual 229,35 km² corresponden a tierra firme y (0,31 %) 0,72 km² es agua.

## Demografía
Según el censo de 2010, había 131 personas residiendo en el municipio de Mountain. La densidad de población era de 0,57 hab./km². De los 131 habitantes, el municipio de Mountain estaba compuesto por el 94,66 % blancos, el 2,29 % eran amerindios, el 3,05 % eran asiáticos. Del total de la población el 1,53 % eran hispanos o latinos de cualquier raza.